# L'Homme à la houe
L'Homme à la houe est un tableau réalisé par le peintre français Jean-François Millet en 1860-1862. Cette huile sur toile représente un paysan s'appuyant sur une houe dans un champ. Exposée à Paris au Salon de 1863, l'œuvre fait partie depuis 1985 des collections du J. Paul Getty Museum de Los Angeles, aux États-Unis.